# Albrycht Radziwiłł
Albrycht Stanisław Radziwiłł, principe del Sacro Romano Impero (Ołyka, 1º luglio 1595 – Danzica, 12 novembre 1656), è stato un nobile e politico polacco, appartenente alla nobile Casata Radziwiłł.
Prestò servizio come Cancelliere lituano dal 1619, Gran Cancelliere della Lituania e Governatore di Vilnius dal 1623. Durante la sua vita fu un influente magnate nel Paese. Radziwiłł era un convinto cattolico e sostenitore della Controriforma, perciò osteggiò fortemente la comunità protestante.

## Biografia
Nacque il 1º luglio 1595 nella tenuta di famiglia a Ołyka, in Ucraina, da Stanisław Pius Radziwiłł e Marianna Myszka. Durante la sua vita Albrycht ricoprì diversi incarichi importanti nella Confederazione polacco-lituana, alcuni dei quali ereditari. Oltre a dirigere la tenuta di famiglia a Ołyka in Volhynia ("ordynacja ołycka"), fu responsabile della politica estera e degli affari interni del Granducato di Lituania, poiché ricoprì gli incarichi Cancelliere della Lituania (dal 1619), Gran Cancelliere della Lituania e Starosta (governatore della città) di Vilnius (dal 1623) , nonché governatore di Kowel, Tuchola, Gniew, Pinskas, Wieluń, Daugpilis, Kobrynas e Šiauliai.
Sostenitore del re di Polonia e granduca di Lituania Sigismondo III Vasa, si oppose spesso al figlio e successore, Ladislao IV per questioni religiose. Władysław era indulgente nei confronti dei protestanti e incoraggiava la tolleranza religiosa, mentre Albrycht era un schietto oppositore di tutti i non cattolici, a volte rifiutandosi persino di timbrare i documenti con il sigillo del suo cancelliere garantendo loro diritti e privilegi. Fu anche un patriota granducale: si adoperò sempre affinché non vi fossero discriminazioni nei confronti dei suoi connazionali e questi avessero pari rappresentanza nella struttura politica federale della Confederazione, così come cercò di far sì che i non cattolici non fossero rappresentati. Nella sua opposizione agli eretici fu sostenuto dal Cancelliere Jerzy Ossoliński. Simpatizzava con la fazione degli Asburgo e sosteneva la regina Cecilia Renata d'Austria, la moglie asburgica del re Ladislao IV.
Come gli altri membri della famiglia Radziwiłł, era famoso per il sostegno dato ai suoi parenti: non mancò di vigilare sugli interessi dei suoi cugini calvinisti, nonostante fosse rinomato per la sua opposizione agli eretici.
Nonostante fosse uno dei magnati più potenti della Confederazione polacco-lituana, entrambi i suoi matrimoni (con Regina von Eisenreich nel 1619, dama di corte della regina Costanza e dopo la sua morte nel 1637 con Anna Krystyna Działyńska-Lubomirska nel 1638) furono senza figli.
Durante le fasi successive della sua vita, Radziwiłł scrisse un diario, il "Memoriale rerum gestarum in Polonia" ("Memorie" o "Diario della storia della Polonia") che coprì il periodo 1632-1656. Questo libro è forse la sua eredità più famosa.
Morì senza figli il 12 novembre 1656. Le sue proprietà furono ereditate da Ordynat della linea Nesvyžius della famiglia Radziwiłł.